# Xenikophyton
Xenikophyton là một chi thực vật có hoa của họ Lan.